# 自律神経不全
自律神経不全(じりつしんけいふぜん)は、(脳)パーキンソン病,多系統萎縮症, (脊髄)脊髄損傷, (末梢神経)糖尿病などの病気により心循環系・膀胱・腸管などの症状をきたしたもので、脳神経内科が中心となり診断治療を行うことが多い。末梢神経疾患は神経伝導検査、脊髄・脳疾患はMRI、パーキンソン病は心筋MIBGシンチグラフィーなどの検査を行う。原因治療と並行して対症療法を十分に行う。

## 自律神経不全の症候
自律神経不全(dysautonomia, autonomic failure, 自律神経系の障害disorders of autonomic nervous system 世界保健機関WHO,アメリカ疾病予防管理センターCDCによるICD10のG90, autonomic dysfunction)の症候は多彩であるが、特に頻度が高く生活の質に関わる重要な症候として、以下のものが挙げられる。
1. 起立性低血圧～血圧下降の起因因子として、起立(起立性低血圧)の他に、食事(食後性低血圧)、運動(運動後低血圧)、排尿排便(排尿排便失神)が良く知られている。
2. 尿閉と尿失禁(過活動膀胱)
3. 胃排出能低下とイレウス
4. 睡眠時無呼吸、この他、皮膚自律神経機能として発汗低下、瞳孔自律神経機能として縮瞳などがみられる。

- 発汗低下
- 視調節低下
- 神経因性消化管障害
- 便失禁
- 便秘
- 腸閉塞
- 立ち眩み
- 嚥下障害
- 運動不耐症
- 座位での血圧低下
- 起立性低血圧
- 失神
- 神経因性膀胱
- 排尿障害
- 尿失禁
- 尿閉

## 自律神経不全の原因

Vincristine

自律神経不全(自律神経障害)の原因は多様で、下記のような脳・脊髄・末梢神経の疾患がある。 
- アミロイドーシス
- 自己免疫性疾患Autoimmune disease, such as シェーグレン症候群 Sjögren's syndrome or SLE systemic lupus erythematosus (lupus), and autoimmune autonomic ganglionopathy
- Craniocervical instability
- Diabetes
- Eaton-Lambert syndrome
- Ehlers-Danlos syndrome
- Guillain-Barré syndrome
- HIV and AIDS
- Multiple sclerosis
- Paraneoplastic syndrome
- Spinal cord injury
- シヌクレイノパチー, すなわちレヴィー小体病理を呈する レヴィー小体型認知症,パーキンソン病,純粋自律神経不全症およびグリア細胞内封入体病理を呈する多系統萎縮症
- Surgery or injury involving the nerves
- Toxicity (vincristine)

## 機序
自律神経不全の機序は複雑で、障害される系統により異なるといえる。 
1. 起立性低血圧は、血管周囲神経-交感神経系 alpha1B受容体の機能低下による。
2. 尿閉は、膀胱-副交感神経 muscarine M3受容体の機能低下による。切迫性尿失禁(過活動膀胱)は、膀胱抑制的に働くマイネルト基底核-前頭葉・帯状回・島回acetylcholine M,N受容体の機能低下・前頭前野-黒質線条体dopamine D1受容体の機能低下などが関与するとされる。
3. 胃排出能低下イレウスは、消化管-副交感神経 muscarine M3受容体の機能低下による。
4. 睡眠時無呼吸は、多系統萎縮症においては、声帯開大筋である後輪状披裂筋の開大麻痺・閉鎖ジストニアの両者がしられ、共に延髄の疑核・孤束核の病変などが指摘されている。

## 診断

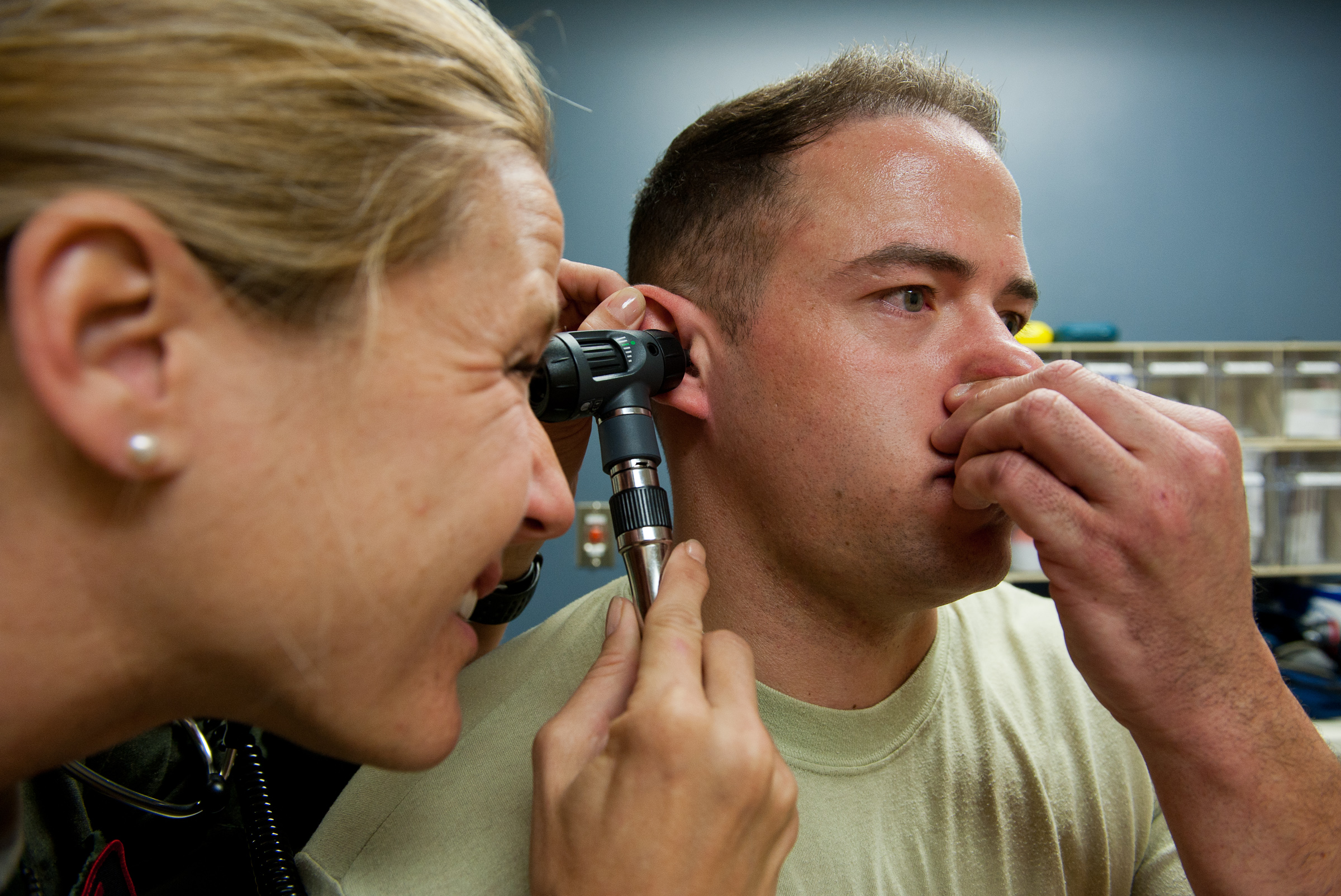
Valsalva maneuver

診断は、まず自律神経機能検査を行って程度と障害部位を調べる。自律神経機能検査の中で、頻度が高く生活の質に関わる重要な症候である以下の4つについて述べる。
1. 起立性低血圧: 起立性低血圧は延髄・脊髄(特に頚髄)・末梢神経障害でみられ、特に末梢神経障害で多い。head-up tit検査は、電動ベッド上で臥位となり、自動血圧計で1分毎に血圧を測定しながら、受動的に頭部を60度挙上し10分間維持するもので、収縮期血圧が20-30mmHg以上下降するものを陽性とする(この方法は、能動的な臥位から立位への体位変換3分(90度挙上)と同程度の血圧下降を示す)。血圧下降の起因因子として、起立(起立性低血圧)の他に、食事(食後性低血圧)、運動(運動後低血圧)、排尿排便(排尿排便失神)が良く知られている。 Tilt table test
2. 尿閉と尿失禁: 不全尿閉(自排尿直後の残尿が300ml以上)は仙髄・末梢神経の病変でしばしばみられる。切迫性尿失禁(過活動膀胱)は脳疾患特に大脳(前頭葉)・大脳基底核などの病変でしばしばみられる。不全尿閉と切迫性尿失禁の組み合わせは、脊髄(頚髄・胸髄)または多系統萎縮症でみられる。ウロダイナミクス(尿流動態検査)と括約筋筋電図検査でこれらの特徴的な変化がみられる。
3. 胃排出能低下とイレウス: 胃排出能の低下とイレウス(高度便秘)は、脳・脊髄・末梢神経の病変でみられ、特に末梢神経の病変でしばしばみられる。胃排出能検査、胃電気図、大腸通過時間検査、直腸肛門ビデオマノメトリー検査でこれらの特徴的な変化がみられる。
4. 睡眠時無呼吸: 延髄および末梢神経障害でみられる。polysomnography検査で特徴的な変化がみられる。 ☆この他、皮膚自律神経機能として、発汗低下 Quantitative sudomotor axon reflex test (QSART)、皮膚血流反応の低下、瞳孔自律神経機能として、縮瞳散瞳反応の低下、などがみられる。

次に、自律神経系以外の意識/認知/心理、運動系(錐体路/錐体外路/小脳)、感覚系の身体症状の有無と程度を調べるために、神経学的診察を行う。
次に、末梢神経疾患の場合は自己抗体・神経伝導検査や神経皮膚生検 Nerve biopsy small fiber neuropathy、脊髄疾患・脳疾患の場合はMRI、MRIでとらえることが困難なパーキンソン病/レヴィー小体型認知症の場合は心筋MIBGシンチグラフィー・DATscanを行って診断を確定する。

## 治療とケア

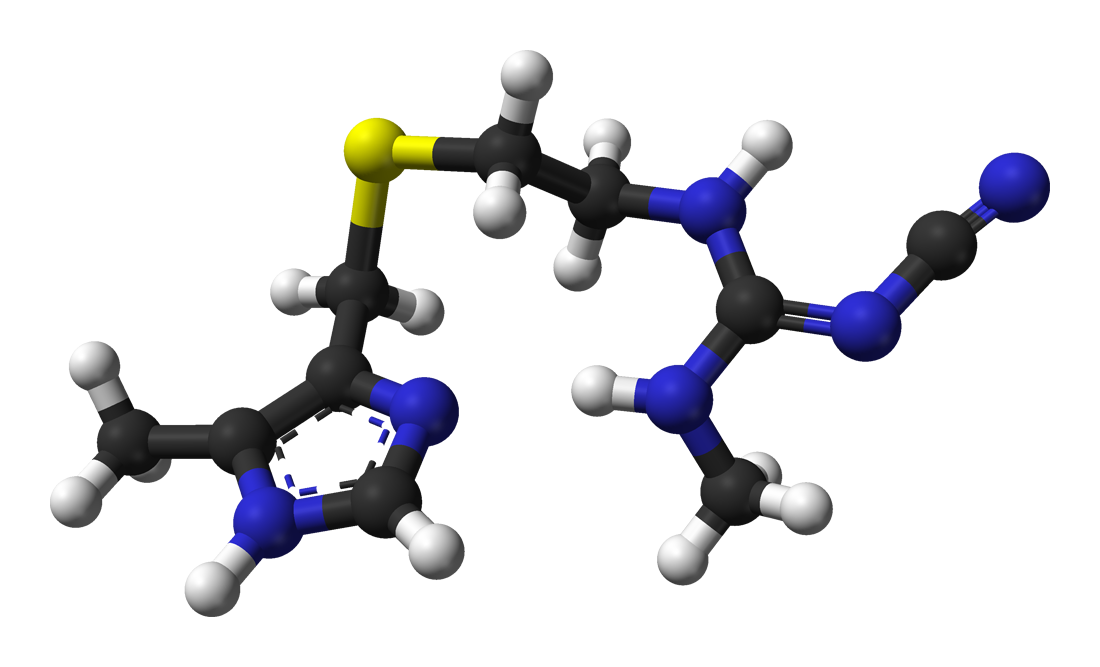
The H_{2} receptor antagonist, Cimetidine

脳神経内科での上記4大自律神経症状の治療とケアは、 
1. 起立性低血圧: 起立性低血圧患者は臥位高血圧を有していることが多いが、生活の質の改善の観点から、目標血圧を設定する。高血圧治療薬を使用している場合、その減量中止を循環器科医師に依頼する。弾性ストッキング、塩分負荷食を指導し、充分でない場合は、昇圧剤として1)交感神経刺激薬(alpha1受容体刺激薬など)、2)塩分保持性ステロイド(低K血症を伴うためK製剤を補給)を使用する。心不全の予防のためBNP他のチェックを行う。
2. 尿閉と尿失禁: 尿閉に対して自己間欠導尿を指導する。尿失禁に対して必要時、選択的β3受容体刺激薬・中枢移行の少ない抗コリン薬を使用する。
3. 胃排出能低下とイレウス: 運動、食物繊維の摂取、便の軟化膨化薬から開始し、充分でない時、腸管運動促進薬(mosapride, 大建中湯・六君子湯など)を使用する。
4. 睡眠時無呼吸: 持続陽圧呼吸CPAP, BiPAPを使用する。多系統萎縮症の重症睡眠時無呼吸・喉頭喘鳴に対して、必要時気管切開を行う。

糖尿病などの代謝性疾患、ギラン・バレー症候群などの自己免疫性疾患等で原因治療が可能なものは、それを並行して行う。

## 関連文献
- 「自律神経(不全)の治療」   日本神経治療学会
- 「自律神経障害(不全)の看護｜原因、症状、アセスメントとケア」
- 「起立性低血圧に対するリハビリテーション」 [3]
- ビデオでみる起立性低血圧(きりつせいていけつあつ)の検査(起立試験) 　英語版　British Heart Foundation
- 「神経因性膀胱に対する間欠導尿」 [4]
- ビデオでみる神経因性膀胱(しんけいいんせいぼうこう)の検査(ウロダイナミクス) 　英語版　Austin Health and research
- 「睡眠時無呼吸に対する陽圧呼吸療法」
- ビデオでみる陽圧呼吸器の使い方(シーパップ CPAP) 　英語版
- 「多系統萎縮症」    難病情報センター
- 「自律神経機能検査(第5版)」日本自律神経学会 [5]